# Dreamcatcher (album Secret Garden)
Dreamcatcher – pierwsza kompilacja duetu Secret Garden, wydany 22 maja 2001 roku.

## Lista utworów
| Nr  | Tytuł                       | Czas |
| --- | --------------------------- | ---- |
| 1.  | "Nocturne"                  | 3:14 |
| 2.  | "Prayer"                    | 4:36 |
| 3.  | "Moving"                    | 3:22 |
| 4.  | "Dreamcatcher"              | 4:41 |
| 5.  | "Sigma"                     | 3:07 |
| 6.  | "Song From A Secret Garden" | 3:33 |
| 7.  | "Sona"                      | 4:21 |
| 8.  | "Passacaglia"               | 3:46 |
| 9.  | "Elan"                      | 3:12 |
| 10. | "In Our Tears"              | 4:39 |
| 11. | "Celebration"               | 3:56 |
| 12. | "Heartstrings"              | 3:23 |
| 13. | "Steps"                     | 4:02 |
| 14. | "Adagio"                    | 2:53 |
| 15. | "The Rap"                   | 2:34 |
| 16. | "Hymn To Hope"              | 4:20 |
| 17. | "Lore Of The Loom"          | 3:21 |
| 18. | "Dawn Of A New Century"     | 6:12 |
| 19. | "Last Present"              | 3:24 |

### Wersja australijska
Australijska edycja płyty Dreamcatcher: The Best Of Secret Garden została wydana w 2004 roku, znalazła się na szczycie listy muzyki klasycznej w tym kraju oraz znalazła się na liście top 50 albumów w marcu 2004 roku.
| Nr  | Tytuł                       | Czas |
| --- | --------------------------- | ---- |
| 1.  | "Nocturne"                  | 3:14 |
| 2.  | "Prayer"                    | 4:33 |
| 3.  | "Moving"                    | 3:22 |
| 4.  | "Dreamcatcher"              | 3:38 |
| 5.  | "Sigma"                     | 3:08 |
| 6.  | "Song From A Secret Garden" | 3:34 |
| 7.  | "Sona"                      | 4:24 |
| 8.  | "Passacaglia"               | 3:47 |
| 9.  | "Elan"                      | 3:14 |
| 10. | "In Our Tears"              | 4:41 |
| 11. | "Windancer"                 | 3:43 |
| 12. | "The Rap"                   | 2:34 |
| 13. | "You Raise Me Up"           | 5:04 |
| 14. | "Heartstrings"              | 3:25 |
| 15. | "Greenwaves"                | 4:46 |
| 16. | "Papillon"                  | 3:25 |
| 17. | "Escape"                    | 3:36 |
| 18. | "Divertimento"              | 2:56 |
| 19. | "Illumination"              | 4:18 |
| 20. | "I Know A Rose Tree"        | 5:03 |